# Corral de Taüll
El Corral de Taüll és un indret del terme de Sarroca de Bellera, al Pallars Jussà, en el territori de l'antic terme de Benés.
En aquest lloc hi havia hagut un corral per a bestiar de pas que pertanyia a gent de Taüll, d'on prengué el nom. El corral va desaparèixer, però n'ha quedat el topònim.